# 中山大学附属第七医院
中山大学附属第七医院（英語：The Seventh Affiliated Hospital of Sun Yat-sen University），简称中山七院，位于中国广东省深圳市光明区的公立综合性医院，为中山大学直属附属医院，由深圳市人民政府投资建设。该院落成后，成为深圳市规模最大的公立医院之一。
中山大学附属第七医院是深圳市“三名工程”（名医、名院、名诊所）引进的重点民生项目，2016年6月21日，中山大学与深圳市人民政府签署《共建中山大学附属第七医院协议》。2018年5月11日，该院正式开业。
中山大学附属第七医院院址为新湖街道圳园路628号，毗邻中山大学深圳校区。该院亦为中山大学深圳校区的重要组成部分，因此加挂中山大学第七临床学院牌子，承担该校区内中山大学医学院临床教学的主要任务。

## 图集

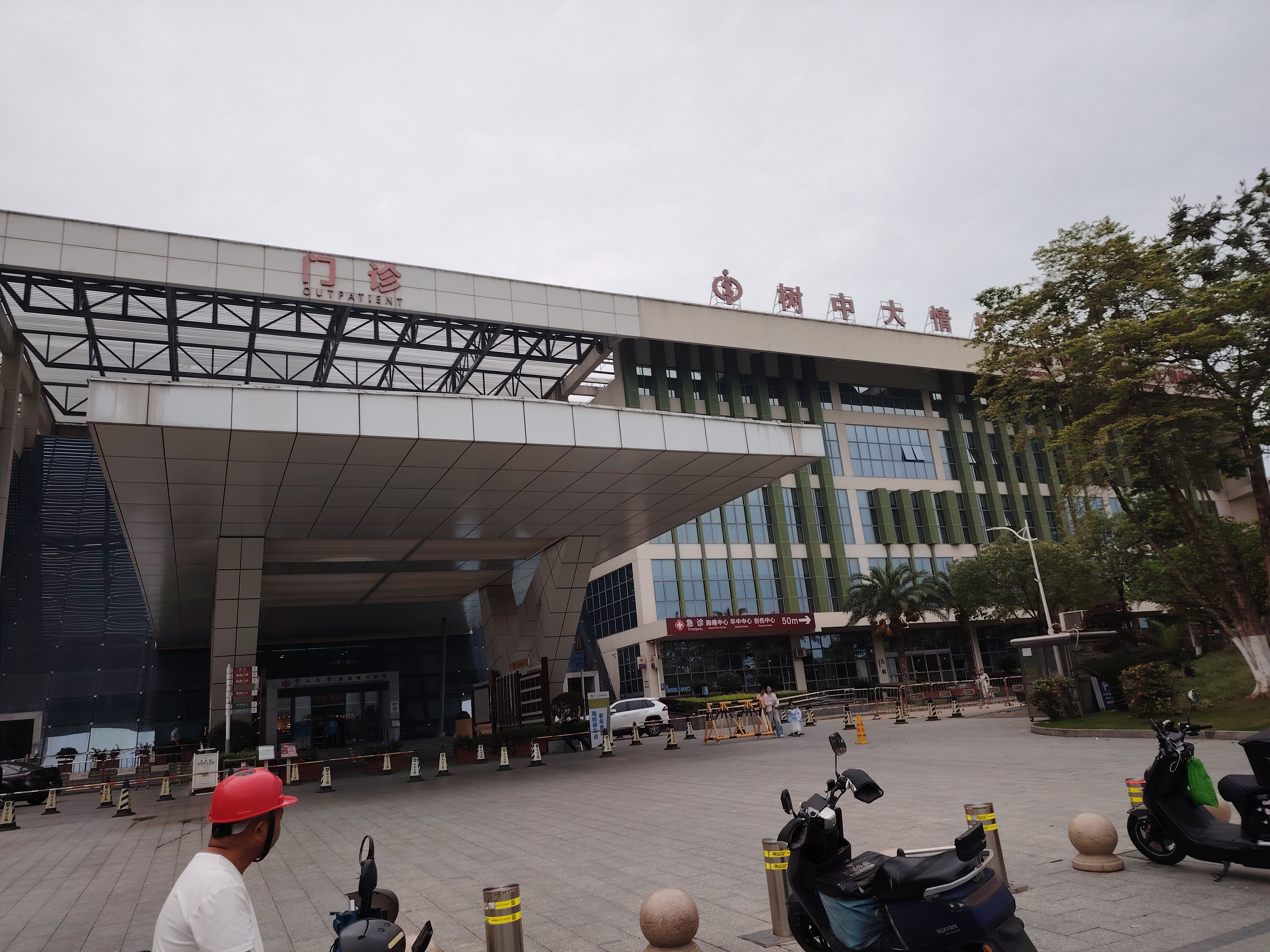
门诊大楼
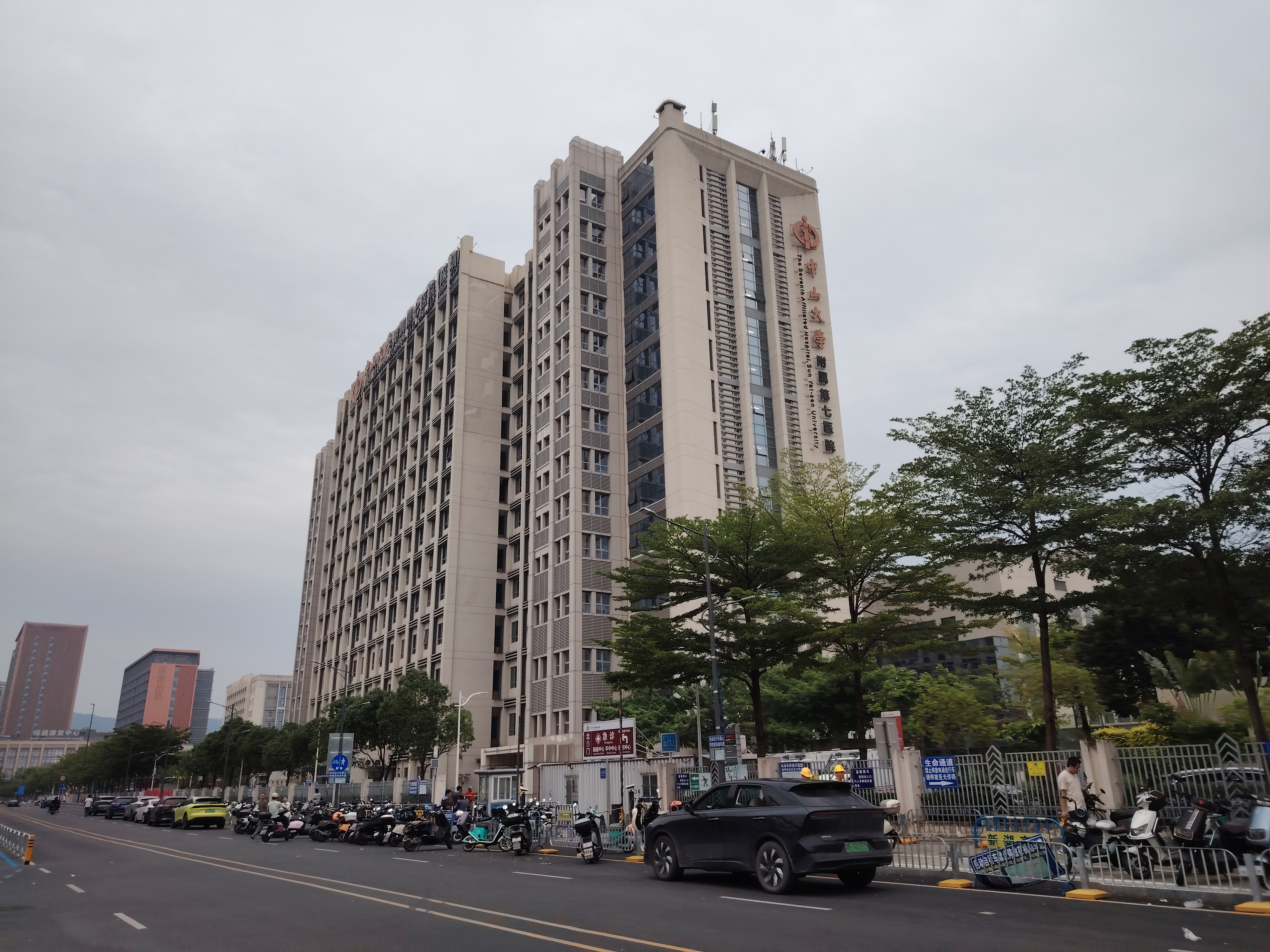
住院大楼